# Helmut Weiss
Helmut Weiss (25 de enero de 1907 – 13 de enero de 1969) fue un actor, director y guionista alemán.

## Biografía
Su nombre completo era Helmut Ludwig Johann-Georg Weiss, y nació en Gotinga, Alemania, siendo nieto del teólogo protestante Bernhard Weiß. Finalizada su formación de secundaria, tomó lecciones de actuación en 1925/26 con Walther Kottenkamp en Dresde, actuando por vez primera en 1926 en Dresde y Berlín. Después, entre 1927 y 1932, fue actor del Staatstheater Berlin, actual Konzerthaus Berlin.
Weiss inició su carrera cinematográfica en 1935 como actor haciendo papeles cómicos de reparto. Algunas de sus actuaciones destacadas llegaron en una adaptación de Shakespeare, Die lustigen Weiber (1935), en el drama Familienparade y en la cinta de género Heimatfilm Dahinten in der Heide (ambas en 1936). Su papel de mayor relevancia tuvo lugar en 1940 en Lauter Liebe, película en la que actuó junto a Hertha Feiler.
Helmut Weiss trabajó varias veces con Heinz Rühmann, y en 1942 colaboró en el guion de la cinta del director Ich vertraue Dir meine Frau an. Con Kurt Hoffmann Weiss obtuvo su primera experiencia como ayudante de dirección. En la siguiente película, Sophienlund (1943), fue ayudante de dirección de Rühmann y guionista. Ese mismo año se estrenó como director con Die Feuerzangenbowle, su película de mayor fama. Con Der Engel mit dem Saitenspiel (1944) y Quax in Afrika continuó la exitosa colaboración de Weiss y Rühmann. Quax in Afrika tenía ideología y propaganda racista, y fue prohibida por los aliados, permitiéndose su visionado en 1953.
Helmut Weiss fue el primer director al que se permitió rodar una película en Alemania Occidental tras el final de la Segunda Guerra Mundial: Sag’ die Wahrheit. El proyecto, iniciado por Rühmann en 1945, fue finalizado por Weiss contando como protagonista a Gustav Fröhlich en lugar de Rühmann, el cual fue vetado por los aliados por su falta de distancia del régimen nazi.
Como director, y a menudo también como guionista, Helmut Weiss trabajó en muchas películas en la República Federal de Alemania, y en 1949 volvió a colaborar con Heinz Rühmann en Das Geheimnis der roten Katze. Además, Weiss rodó repetidas veces con estrellas como Sonja Ziemann, Olga Tschechowa, Hans Söhnker y Curd Jürgens. A partir de 1954 también apareció con frecuencia como actor de reparto. Su película de posguerra de mayor fama como director fue Drei Mann in einem Boot (1961), que protagonizaban Hans-Joachim Kulenkampff, Heinz Erhardt y Walter Giller.
Además de su trabajo cinematográfico, Weiss escribió varias obras de teatro, entre ellas Sophienlund (junto a Fritz von Woedtke), Danach, Herzkönig (con más de 300 representaciones en el Theater am Schiffbauerdamm), Robert und seine Brüder y Talent zum Glück. Igualmente, tradujo obras teatrales en francés e inglés, algunas utilizando el pseudónimo „Paul Berking“. En la temporada 1947/48 fue director senior del Teatro de Baden-Baden.
Helmut Weiss falleció en Berlín en el año 1969, y fue enterrado en el Cementerio Acattolico de Capri, Italia.

## Filmografía (selección)
- 1935 : Krach im Hinterhaus, de Veit Harlan (actor)
- 1935 : Die lustigen Weiber, de Carl Hoffmann (actor)
- 1936 : Familienparade, de Fritz Wendhausen (actor)
- 1936 : Flitterwochen, de Karel Lamač (actor)
- 1936 : Skandal um die Fledermaus, de Herbert Selpin (actor)
- 1936 : Boccaccio, de Herbert Maisch (actor)
- 1936 : Diener lassen bitten, de Hans H. Zerlett (actor)
- 1936 : Männer vor der Ehe, de Carl Boese (actor)
- 1936 : Dahinten in der Heide, de Carl Boese (actor)
- 1939 : Der Florentiner Hut, de Wolfgang Liebeneiner (actor)
- 1939 : Modell Lu, der Lebensweg eines Hutes, de Arthur Maria Rabenalt (corto, actor)
- 1939 : Fräulein, de Erich Waschneck (actor)
- 1939 : Kitty und die Weltkonferenz, de Helmut Käutner (actor)
- 1940 : Lauter Liebe, de Heinz Rühmann (actor)
- 1940 : Bal paré, de Karl Ritter (actor)
- 1940 : Kleider machen Leute, de Helmut Käutner (actor)
- 1941 : Das Mädchen von Fanö, de Hans Schweikart (actor)
- 1941 : Leichte Muse, de Arthur Maria Rabenalt (actor)
- 1941 : Der Gasmann, de Carl Froelich (actor)
- 1941 : Quax, der Bruchpilot, de Kurt Hoffmann (actor)
- 1942 : Ewiger Rembrandt, de Hans Steinhoff (actor)
- 1943 : Ich vertraue Dir meine Frau an, de Kurt Hoffmann (ayudante de dirección y guionista con Bobby E. Lüthge y Erich Kästner)
- 1943 : Sophienlund, de Heinz Rühmann (ayudante de dirección y guionista)
- 1943 : Ein schöner Tag, de Philipp Lothar Mayring (actor)
- 1944 : Die Feuerzangenbowle (director)
- 1944 : Der Engel mit dem Saitenspiel, de Heinz Rühmann (guionista)
- 1945 : Quax in Afrika (director)
- 1945 : Sag’ endlich ja (director, inacabada)
- 1945 : Sag’ die Wahrheit (director, inacabada)
- 1946 : Sag’ die Wahrheit (director)
- 1947 : Herzkönig (director, guionista)
- 1949 : Träum’ nicht, Annette! (director)
- 1949 : Das Geheimnis der roten Katze (director, guionista)
- 1949 : Hallo Fräulein! (guionista)
- 1949 : Tromba (director, guionista)
- 1950 : Geliebter Lügner (guionista)
- 1950 : Kein Engel ist so rein (director, guionista)
- 1950 : Gute Nacht, Mary (director)
- 1951 : Die Tat des Anderen (director)
- 1951 : Das Geheimnis einer Ehe (director, guionista)
- 1951 : Mein Freund, der Dieb (director, guionista)
- 1952 : Einmal am Rhein (director)
- 1954 : Liebe und Trompetenblasen (director, actor)
- 1954 : Schloß Hubertus (director)
- 1955 : Oasis (actor)
- 1955 : Das Schweigen im Walde (director, guionista)
- 1956 : Verlobung am Wolfgangsee (director, guionista)
- 1956 : Der erste Frühlingstag (director, guionista)
- 1956 : Küß mich noch einmal (director, guionista)
- 1956 : Santa Lucia (guionista)
- 1957 : Die liebe Familie (director, guionista)
- 1957 : Lemkes sel. Witwe (director)
- 1958 : Rendezvous in Wien (director)
- 1958 : Mein ganzes Herz ist voll Musik (director, actor)
- 1958 : Man ist nur zweimal jung (director)
- 1958 : Ein Amerikaner in Salzburg (director, guionista)
- 1959 : Paradies der Matrosen (guionista)
- 1959 : Alle Tage ist kein Sonntag (director)
- 1960 : Mal drunter – mal drüber (director, actor)
- 1961 : Vertauschtes Leben (director, guionista)
- 1961 : Wie einst im Mai (actor, telefilm)
- 1961 : Drei Mann in einem Boot (director)
- 1962 : Auf Wiedersehn am blauen Meer (director, actor)
- 1963 : Berlin-Melodie (telefilm, actor)
- 1963 : Das Kriminalmuseum (serie TV), episodio Der stumme Kronzeuge (actor)
- 1964 : Fanny Hill (actor)
- 1964 : Liebe auf den zweiten Blick (telefilm, guionista)
- 1964 : Der Fall X 701 (actor)
- 1965 : Alle machen Musik (serie TV, director)
- 1965 : Unser Pauker (serie TV, director)
- 1966 : Guten Abend, Mrs. Sunshine (telefilm, guionista y traductor)
- 1967 : Das Kriminalmuseum (serie TV), episodio Die Spur führt nach Amsterdam (actor)
- 1969 : Donnerwetter! Donnerwetter! Bonifatius Kiesewetter (director)